# Caryanda cyclata
Caryanda cyclata är en insektsart som beskrevs av Zheng, Z. 2008. Caryanda cyclata ingår i släktet Caryanda och familjen gräshoppor. Inga underarter finns listade i Catalogue of Life.